# 富兴乡
富兴乡，是中华人民共和国四川省宜宾市长宁县曾经下辖的一个乡。2019年8月，撤销富兴乡，将其所属行政区域划归双河镇管辖。

## 行政区划
富兴乡撤销前下辖以下地区：
青龙社区、合龙村、茶坪村、十里村、大合村、金星村、云盘村、桂兰村、合家村、石林村、伏龙村、大云村、向阳村和宝联村。